# Рейн, Рихард Петрович
Рихард Петрович Рейн (партийная кличка Чомс) (1886—1930) — советский государственный и партийный деятель.

## Биография
Родился в Лифляндии (Юрьевский уезд?) в семье батрака.
Окончил народное училище, работал на кондитерской фабрике в Русне.
С 1904 г. — член Латышской социал-демократической рабочей партии, с 1906 г. — член РСДРП. Профессиональный революционер. Вёл революционную работу в Латвии под кличкой «Чомс», принимал активное участие в вооруженном восстании и создании Совета в Русне в 1905 г. С 1905 по 1916 гг. находился в тюрьмах.
Активный участник Октябрьской революции и установления советской власти.
- В 1918—1919 гг. — председатель Воронежского городского комитета РКП(б).
- С 1920 г. по август 1921 г. — председатель исполнительного комитета Сызранского уездного Совета (Симбирская губерния).
- С августа 1921 г. по июль 1923 г. — председатель Симбирского губисполкома.
- В 1923—1926 гг. — заворг ЦИК СССР
- С 1.09.1926 г. по 1928 г. — председатель Калужского губисполкома.

Делегат I съезда Советов СССР. С 1925 г. — член ВЦИК и Президиума ВЦИК, член Комиссии по организации и распоряжению фондом имени В. И. Ленина помощи беспризорным детям при Президиуме Всероссийского центрального исполнительного комитета.
С 1928 по 1930 год работал в Москве.
Автор воспоминаний о революционной деятельности:
- Полевой центр «Пламя». — М.: Всесоюзное общ-во политкаторжан и ссыльно-поселенцев, 1927. — 97 с.
- Каторга и ссылка. — ЛитРес, 2020.

Скончался 9 декабря 1930 года в Москве. Тело было кремировано 12 декабря.

## Память
Именем Р. П. Рейна в 1935 названа улица в Ульяновске (Симбирске).